# Clayson
Clayson Henrique da Silva Vieira (Botucatu, 19 de março de 1995) é um futebolista brasileiro que atua como ponta-esquerda. Atualmente joga no Coritiba.

## Carreira

### Início
Após iniciar jogando futsal nas quadras de Botucatu, acabou sendo contratado pelo União São João.

### União São João
Foi um dos destaques da equipe na Copa São Paulo de Futebol Júnior de 2012, onde marcou um gol contra o Flamengo. O lance gerou muita polêmica pelo fato de Clayson estar alguns centímetros à frente do penúltimo jogador do Rubro-Negro. Com boas atuações e apenas apenas 16 anos, logo chamou a atenção do treinador Paulinho McLaren e acabou subindo para o time principal. Estreou pelo Campeonato Paulista A2, numa derrota contra o Atlético Sorocaba. Apesar de Clayson ter marcado o segundo gol do União, sua equipe foi goleada por 5 a 2. Ainda em 2012 foi emprestado ao time Sub-17 do Grêmio, tendo uma passagem de seis meses pelo clube gaúcho.

### Ituano
Obteve destaque no Ituano entre 2013 e 2014, fazendo com que fosse disputado por Santos e Internacional; no entanto, acabou fechando com a Ponte Preta.

### Ponte Preta
Chegou na Ponte por empréstimo com opção de compra ao término. No fim de 2015, a Macaca exerceu a opção de compra que tinha sobre Clayson, com o atacante assinando por cinco anos.

### Corinthians
Devido às boas atuações no Campeonato Paulista de 2017, chamou a atenção do Corinthians. Logo após o término do Campeonato Paulista, no dia 18 de maio, o clube paulista assinou um contrato de quatro temporadas com o atacante. Pelo Timão, Clayson disputou 142 partidas e fez 14 gols. Conquistou o Campeonato Paulista de 2018, o de 2019 e o Campeonato Brasileiro de 2017. No final de 2019, depois de um desentendimento com a diretoria, Clayson teve sua saída encaminhada. Com o clima pesado no vestiário, o atacante entendeu que precisava de novos ares.Fora uma discussão com torcedora do clube numa partida onde sempre é bem nervoso quando recebe alguma crítica. 

### Bahia
No dia 26 de dezembro de 2019, foi vendido para o Bahia. O contrato foi de três anos por 20% dos direitos do jogador vendido por cerca de R$ 3 milhões. O Corinthians possuía 40% e o percentual restante segue sendo do Ituano.

### Cuiabá
Sem espaço na equipe baiana, em março de 2021 foi emprestado ao Cuiabá para a disputa do Campeonato Brasileiro.

## Estatísticas
Atualizadas até 4 de dezembro de 2019

### Clubes
| Clube       | Temporada | Campeonato nacional | Campeonato nacional | Copa nacional | Copa nacional | Competições continentais¹ | Competições continentais¹ | Outros torneios² | Outros torneios² | Total | Total |
| Clube       | Temporada | Jogos               | Gols                | Jogos         | Gols          | Jogos                     | Gols                      | Jogos            | Gols             | Jogos | Gols  |
| ----------- | --------- | ------------------- | ------------------- | ------------- | ------------- | ------------------------- | ------------------------- | ---------------- | ---------------- | ----- | ----- |
| Corinthians |           |                     |                     |               |               |                           |                           |                  |                  |       |       |
| 2017        | 29        | 4                   | 0                   | 0             | 0             | 0                         | 0                         | 0                | 29               | 4     |       |
| 2018        | 23        | 1                   | 6                   | 0             | 4             | 0                         | 18                        | 2                | 51               | 3     |       |
| 2019        | 32        | 3                   | 7                   | 0             | 10            | 2                         | 13                        | 2                | 62               | 7     |       |
| Total       | 84        | 8                   | 13                  | 0             | 14            | 2                         | 31                        | 4                | 142              | 14    |       |
| Total       | Total     | 84                  | 8                   | 13            | 0             | 14                        | 2                         | 31               | 4                | 142   | 14    |

¹Estão incluídos jogos e gols da Copa Sul-Americana
²Estão incluídos jogos e gols pelo Campeonato Paulista e amistosos

### Campeonatos
| Competição            | Partidas | Gols | Média |
| --------------------- | -------- | ---- | ----- |
| Amistosos¹            | 3        | 0    | 0,00  |
| Campeonato Paulista   | 28       | 4    | 0,12  |
| Campeonato Brasileiro | 84       | 8    | 0,09  |
| Copa do Brasil        | 13       | 0    | 0,00  |
| Copa Sul-Americana    | 10       | 2    | 0,00  |
| Copa Libertadores     | 4        | 0    | 0,00  |
| TOTAL                 | 142      | 14   | 0,08  |

¹Estão incluídos jogos e gols de amistosos e torneios amistosos

## Títulos
Ituano
- Campeonato Paulista: 2014

Corinthians
- Campeonato Brasileiro: 2017
- Campeonato Paulista: 2018 e 2019

Bahia
- Campeonato Baiano: 2020

Cuiabá
- Campeonato Mato-Grossense: 2021 e 2024

### Prêmios individuais
| Ano  | Premiação                      | Prêmio            | Time        | Resultado | Ref.  |
| ---- | ------------------------------ | ----------------- | ----------- | --------- | ----- |
| 2017 | Seleção do Campeonato Paulista | Jogador revelação | Ponte Preta | Venceu    | [ 8 ] |
| 2017 | Troféu Mesa Redonda            | Jogador revelação | Corinthians | Venceu    | [ 9 ] |